# Eduard Hellvig

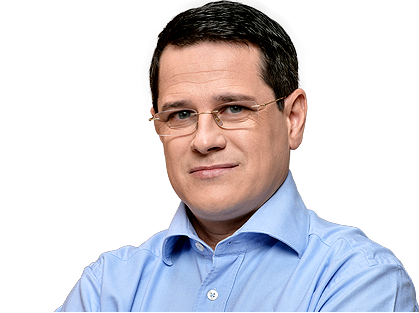
Eduard Hellvig (2012)

Eduard Raul Hellvig (* 27. Oktober 1974 in Zalău) ist ein rumänischer Politiker.
Er war Mitglied der Partidul Conservator und gehörte im Zuge der Aufnahme Rumäniens in die Europäische Union vom 1. Januar bis zum 9. Dezember 2007 dem Europäischen Parlament an und war dort Mitglied in der Fraktion der Allianz der Liberalen und Demokraten für Europa. Im Dezember 2008 wechselte er von der Konservativen zur Nationalliberalen Partei, deren Generalsekretär er seit 2011 ist.
Am 7. Mai 2012 wurde Eduard Raul Hellvig rumänischer Tourismusminister im Kabinett Ponta, dieses Amt hatte er bis zu einer Regierungsumbildung Ende 2012 inne. Im September 2013 kehrte er in das Europäische Parlament zurück.
Am 19. Februar 2015 nominierte Präsident Klaus Johannis  Eduard Hellvig zum Chef des rumänischen Geheimdienstes SRI.

## Posten als MdEP
- Mitglied im Ausschuss für internationalen Handel
- Mitglied im Unterausschuss für Sicherheit und Verteidigung
- Mitglied in der Delegation für die Beziehungen zu der Volksrepublik China